# Jeremy Slate
Jeremy Slate, pseudonimo di Robert Bullard Perham (Atlantic City, 17 febbraio 1926 – Los Angeles, 19 novembre 2006), è stato un attore statunitense.

## Biografia
Dopo una gioventù sotto le armi che lo portò a partecipare allo sbarco in Normandia, ebbe un'esperienza come commentatore sportivo per le radio CBS e ABC, dopodiché si dedicò alla scrittura e alla recitazione, distinguendosi a Broadway con ben 254 rappresentazioni. Ben presto passò alla televisione, dove apparve in un centinaio di serie televisive, tra cui nel 2006 My Name Is Earl.
Ma è nel cinema che sviluppò la sua più curiosa caratteristica, che accomuna molti dei personaggi da lui interpretati, quella di essere un buon incassatore. Infatti viene preso a pugni da Elvis Presley in Cento ragazze e un marinaio (1962), scazzottato da Van Johnson in Tra moglie e marito (1963), ucciso spettacolarmente mentre cerca di salvare la vita a John Wayne in I 4 figli di Katie Elder (1965), colpito da un proiettile sparato da Wayne ne Il Grinta (1969), inoltre gli viene aperto il cervello nel film Incubo in corsia (1989) e viene arso vivo in Il tagliaerbe (1992).

## Filmografia parziale

### Cinema
- Quel tipo di donna (That Kind of Woman), regia di Sidney Lumet (1959)
- Intrigo internazionale (North By Northwest), regia di Alfred Hitchcock (1959)
- Cafè Europa (G.I. Blues), regia di Norman Taurog (1960)
- Cento ragazze e un marinaio (Girls! Girls! Girls!), regia di Norman Taurog (1962)
- Tra moglie e marito (Wives and Lovers), regia di John Rich (1963)
- Lezioni d'amore alla svedese (I'll Take Sweden), regia di Frederick de Cordova (1965)
- I 4 figli di Katie Elder (The Sons of Katie Elder), regia di Henry Hathaway (1965)
- Violence (The Born Losers), regia di Tom Laughlin (1967)
- La brigata del diavolo (The Devil's Brigade), regia di Andrew V. McLaglen (1968)
- Senza sosta (The Mini-Skirt Mob), regia di Maury Dexter (1968)
- The Hooked Generation, regia di William Grefe (1968)
- La donna dei centauri (Hell's Belles), regia di Maury Dexter (1969)
- Il Grinta (True Grit), regia di Henry Hathaway (1969)
- Angeli della violenza (Hell's Angels 69), regia di Lee Madden (1969)
- Drag Racer, regia di John Bud Carlos (1971)
- Curse of the Moon Child (1972)
- Troppo nude per vivere (The Centerfold Girls), regia di John Peyser (1974)
- Voyage of the Heart, regia di Mark Schwartz (1989)
- Incubo in corsia (The Dead Pit), regia di Brett Leonard (1989)
- Buonanotte, dolce Marilyn (Goodnight, Sweet Marilyn), regia di Larry Buchanan (1989)
- In Porsche con il morto (Dream Machine), regia di Lyman Dayton (1991)
- Il tagliaerbe (The Lawnmower Man), regia di Brett Leonard (1992)

### Televisione
- Men Into Space – serie TV, episodio 1x05 (1959)
- Lock-Up – serie TV, episodio 1x18 (1960)
- Mr. Lucky – serie TV, episodio 1x18 (1960)
- Men Into Space – serie TV, episodio 1x32 (1960)
- The Aquanauts – serie TV, 12 episodi (1960-1961)
- Have Gun - Will Travel – serie TV, episodio 4x30 (1961)
- L'ora di Hitchcock (The Alfred Hitchcock Hour) – serie TV, 3 episodi (1962-1965)
- La grande avventura (The Great Adventure) – serie TV, episodio 1x05 (1963)
- The Lieutenant – serie TV, episodio 1x09 (1963)
- The Greatest Show on Earth – serie TV, episodio 1x19 (1964)
- Il virginiano (The Virginian) – serie TV, 2 episodi (1964-1966)
- I giorni di Bryan (Run for Your Life) – serie TV, 3 episodi (1965-1966)
- Bonanza – serie TV, 3 episodi (1962-1968)
- Gunsmoke – serie TV, 9 episodi (1962-1971)
- Convoy – serie TV, episodio 1x12 (1965)
- Tarzan – serie TV, episodio 1x31 (1967)
- Una famiglia... si fa per dire (Accidental Family) – serie TV, episodio 1x12 (1967)
- L'uomo che morì due volte (The Man Who Died Twice), regia di Joseph Sargent (1973) – film TV
- Una vita da vivere (One Life to Live) – serie TV, 21 episodi (1979-1984)
- My Name Is Earl – serie TV, 1 episodio (2006)

## Doppiatori italiani
- Cesare Barbetti in I 4 figli di Katie Elder, La brigata del diavolo
- Adolfo Lastretti in Incubo in corsia
- Raffaele Uzzi in Il tagliaerbe